# Чойнзон-Доржи Іролтуєв
Чойнзон-Доржи Іролтуєв (1843–1918) — бурятський релігійний діяч, емчі-лама (лікар) тибетської медицини, Пандіто Хамбо-лама XI, глава буддистів Східного Сибіру в 1896 — 1911 роках.

## Біографія
Чойнзон-Доржи Іролтуєв народився в 1843 році в місцевості Нарин-Ацагат Хоринського відомства Іркутської губернії. Батько його Іролто на той момент був зайсаном свого роду.
У 1872 році почав навчання хувараком (послушником) в Челутайському (Ацагатському) дацані. Для продовження освіти Іролтуєв поїхав до Монголії, потім в Тибет, де поряд з буддійським вченням вивчав основи тибетської медицини.
Після повернення на батьківщину в 1892 році призначений на посаду ширеете-лами (настоятеля) Челутайського (Ацагатського) дацану.
У 1891 році Іролтуєв зустрічався з майбутнім російським імператором Миколою II під час його повернення з Далекого Сходу. У 1895 році, разом з іншими емчі-ламами, був запрошений до Санкт-Петербурга для лікування царської сім'ї.
У 1895 році обраний на посаду Хамбо-лами Тамчинського дацану.
У травні 1896 року Іролтуєв у складі делегації від буддійського духовенства був присутній на церемонії коронації Миколи II.

## На посту Пандіто Хамбо-лами
У 1896 році Чойнзон-Доржи Іролтуєв затверджений на посаді Пандіто Хамбо-лами, ставши 11-м ієрархом російських буддистів.
У 1898 році він здійснив паломництво святими буддійськими місцями Індії, Таїланду, Монголії та Китаю. В результаті цієї поїздки ним були придбані для бурятських дацанів цінні буддійські скульптури, танка, книги і трактати.
У 1899 році за рішенням Іролтуєва здійснено будівництво першої будівлі Читинського дацану.
Крім релігійної діяльності, Чойнзон-Доржи Іролтуєв багато сил віддавав розвитку тибетської медицини. Ним була проведена велика організаторська робота по формуванню школи тибетської медицини. В першу чергу він укомплектував школи професійними емчі-ламами, які, в свою чергу, розпочали навчання молодого покоління лікарів.
Іролтуєв написав рецептурний довідник «Жор», в якому описані ліки від більш ніж 300 хвороб. Варто відзначити, що багато ліків були створені з рослин, зібраних на території Східного Сибіру.
Іролтуєв активно брав участь і в світському суспільному житті. У 1905 році він був серед організаторів партії «Прапор бурятського народу». За його ініціативою скликалися Всебурятські з'їзди в 1905—1909 роках.

## Після відставки
У 1911 році Чойнзон-Доржи Іролтуєв добровільно залишає пост Пандіто Хамбо-лами.
У 1913 році він втілює свою головну мрію — відкриття Манба-дацану, обителі Будди медицини, де за давніми тибетським рецептами зцілювали багато хвороб і недуг.
З початком Першої світової війни в 1914 році він бере участь в організації збору коштів на утримання лазаретів, а також неодноразово виїжджав на фронт.
Чойнзон-Доржи Іролтуєв помер в листопаді 1918 року в Егітуйському дацані, куди приїхав лікувати його настоятеля.
Похований в улусі Шулута (нині улус Шулута Заіграєвського району Республіки Бурятія).

## Нагороди
- Орден Святого Станіслава 2-й і 3-го ступеня